# Crossostylis banksiana
Crossostylis banksiana là một loài thực vật có hoa trong họ Rhizophoraceae. Loài này được Guillaumin mô tả khoa học đầu tiên năm 1931.